# Verdrag van Lateranen

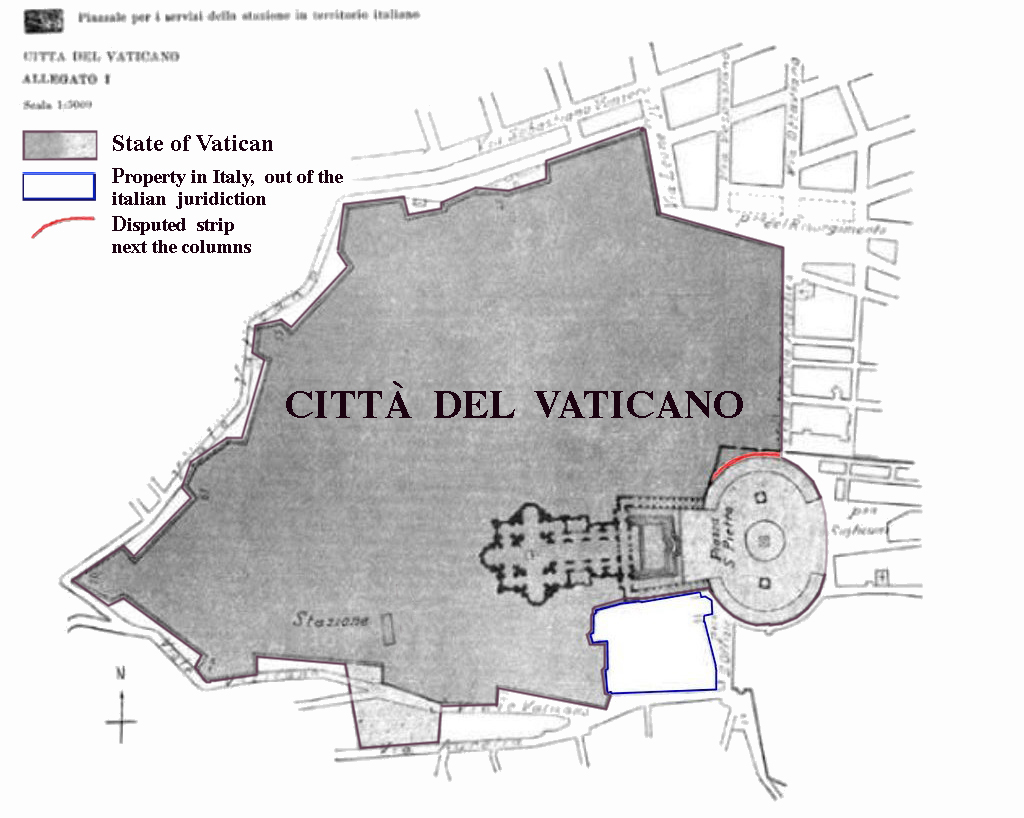
Loop van de grens tussen Italië en Vaticaanstad
Territorium van Vaticaanstad
Sint-Pietersplein: territorium van Vaticaanstad, maar de Italiaanse politie heeft de bevoegdheid om veiligheidstaken op zich te nemen. Opgemerkt moet worden dat het lichtgrijze deel langs de zuidmuur van het Vaticaan een fout is: dit is Italiaans grondgebied
Territorium van Italië
Italiaans grondgebied, maar in gebruik van het Vaticaan. Dit gebied heeft een extraterritoriale status; Italiaanse wetgeving is er niet van toepassing
De smalle strook (3x60 meter) langs de noordelijke colonnade is - volgens het Verdrag van Lateranen - Italiaans grondgebied. Dit wordt weersproken door de gemengde Italiaans-Vaticaanse commissie die tot 1932 de details van het verdrag moest uitwerken. Aangezien deze commissie slechts een adviserende rol had, beschouwt Italië deze strook als zijn grondgebied

Het Verdrag van Lateranen is een verdrag dat op 11 februari 1929 in het Lateraanse paleis werd gesloten tussen de Heilige Stoel en de Italiaanse regering onder de fascistische dictator Benito Mussolini. Ratificatie van het verdrag vond plaats op 7 juni 1929.
Het verdrag maakte een eind aan de toestand die ontstond toen Rome na de Inname van Rome en een volksraadpleging bij de nieuwe Italiaanse eenheidsstaat werd gevoegd: sinds 1870 was de voormalige Kerkelijke Staat Italiaans grondgebied en beschouwden de pausen zichzelf als "gevangene van het Vaticaan". In 1929 besloten paus Pius XI en Mussolini de zaken te regelen. Mussolini hoopte daarmee ook sympathie te winnen in het overwegend katholieke Italië.
Het verdrag bestond uit drie delen:
- Een verdrag waarin de onafhankelijkheid en soevereiniteit van de Heilige Stoel werd erkend, de staat Vaticaanstad werd opgericht en de grens tussen Italië en Vaticaanstad werd bepaald. De Heilige Stoel erkende impliciet het verlies van het overige kerkelijke territoir.
- Een concordaat waarin de verhoudingen met privileges tussen de Katholieke Kerk en de staat Italië werden geregeld. Het rooms-katholicisme werd de staatsgodsdienst in Italië.
- Een financiële paragraaf, strekkende tot compensatie door de Italiaanse staat voor de Vaticaanse bezittingen die het in 1870 in beslag had genomen.

De kerk mocht de officiële functies benoemen, de Staat betaalde hun salaris.
Mussolini voerde zelf de onderhandelingen. Namens de paus deed dat zijn staatssecretaris kardinaal Pietro Gasparri. 
In het verdrag erkende Italië het recht van de Heilige Stoel op een eigen buitenlandse politiek. Ook werd precies besloten welke pauselijke bezittingen onder de Heilige Stoel zouden vallen. Naast alle bezittingen in het Vaticaan zelf vielen ook de bezittingen bij Castel Gandolfo, het buiten Rome gelegen pauselijke radiostation bij Santa Maria di Galeria en de kerken Sint-Jan van Lateranen, Santa Maria Maggiore en de Sint-Paulus buiten de Muren hier onder. Italië beloofde in de grondwet op te nemen dat het rooms-katholicisme de staatsgodsdienst van Italië zou worden. In ruil daarvoor zou de paus de Italiaanse regering toestemming vragen bij de benoeming van Italiaanse bisschoppen en aartsbisschoppen. Ook zouden deze bisschoppen een verklaring van loyaliteit aan de Italiaanse staat moeten afleggen en zich moeten onthouden van politiek.

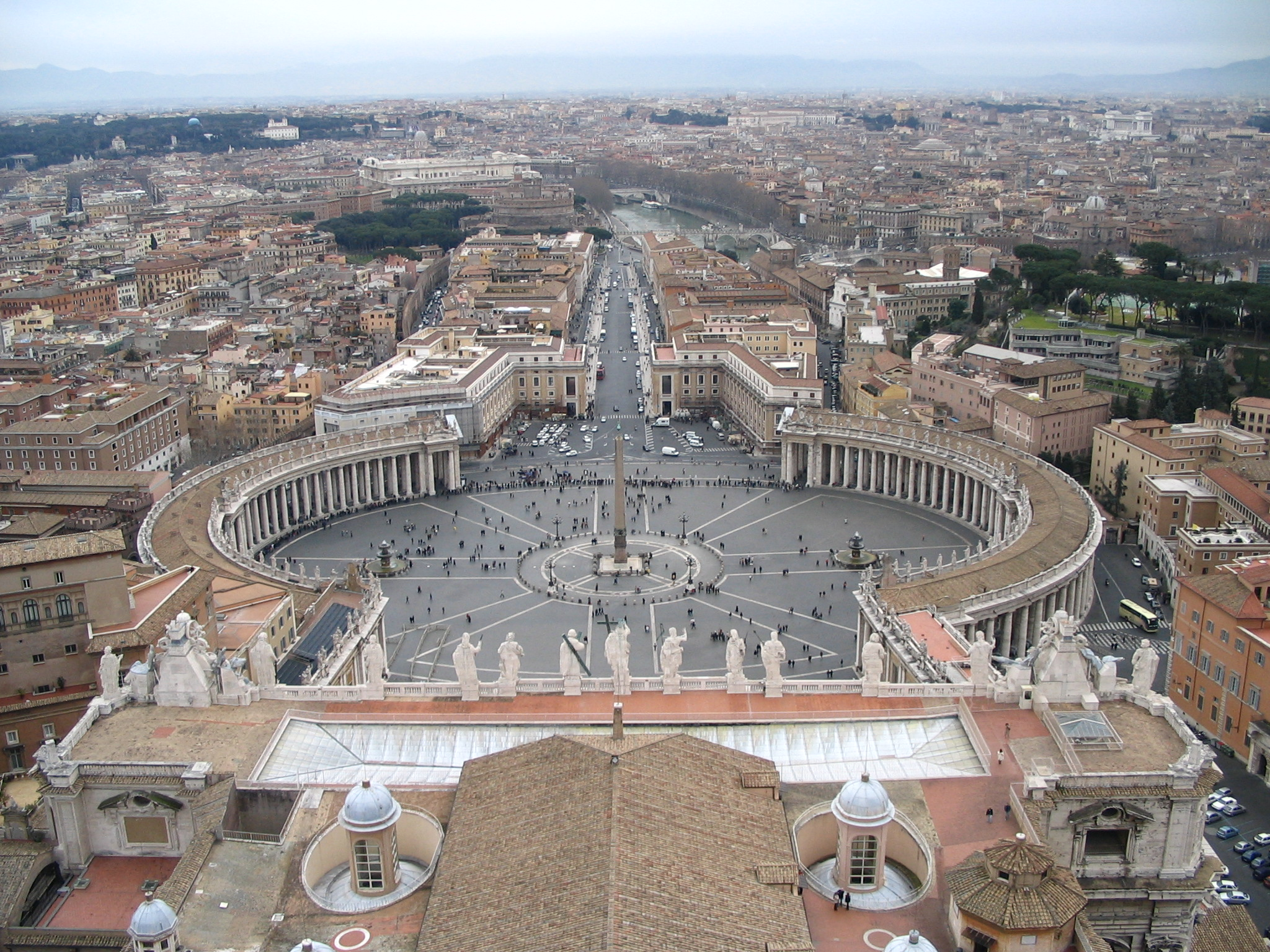
Zicht op het Sint-Pietersplein, met op de achtergrond de Via della Conciliazione

Het verdrag regelde de rechtspositie van de Romeinse adel en in het bijzonder die van de zwarte adel, die de pausen trouw was gebleven. De adellijke hoogwaardigheidsbekleders van het Vaticaan kregen diplomatieke status, diplomatieke nummerborden en belastingfaciliteiten. De door de paus verleende adellijke titels werden gelijkgesteld aan die van Italië.
Tot op de dag van vandaag wordt 11 februari, de dag van de ondertekening, in Vaticaanstad gevierd als een soort nationale feestdag. De straat tussen de Colonnade van Bernini en de Tiber, de Via della Conciliazione ('Weg der Verzoening'), werd door Mussolini aangelegd ter herinnering aan het verdrag. 
In 1984 werd onder de socialistische premier Bettino Craxi een aantal bepalingen van het Verdrag van Lateranen gewijzigd. De belangrijkste wijziging betrof de beëindiging van het katholicisme als officiële religie van Italië.